# Rita Gorr
Rita Gorr, de son vrai nom Marguerite Geirnaert, est une mezzo-soprano belge née le 18 février 1926 à Zelzate (Belgique) et décédée le 22 janvier 2012 à Denia (Espagne),,.

## Biographie
Après des études au Conservatoire de sa ville natale, elle est révélée par le concours de chant de Verviers en 1946, et débute à Anvers dans le rôle de Fricka dans Die Walküre. Elle appartient alors à la troupe de l'Opéra de Strasbourg de 1949 à 1952, où elle se perfectionne et élargit son répertoire. 
En 1952, un premier prix au concours de Lausanne lui ouvre les portes du Palais Garnier et de l'Opéra-Comique à Paris, où elle s'affirme en Carmen, Dalila, Charlotte, Marguerite, Didon, Azucena, Ulrica, Eboli, Amneris, Santuzza, Venus aux côtés de Régine Crespin, etc. Elle crée également le rôle de Mère Marie dans la version française originale des Dialogues des carmélites de Francis Poulenc à l'Opéra de Paris en 1957.
Elle débute à Bayreuth en 1958, où elle s'illustre notamment dans les rôles d'Ortrud et de Fricka. 
Dès lors, elle est invitée sur toutes les grandes scènes lyriques : Milan (où elle interprète Kundry), Vienne, Lisbonne, Barcelone, Londres, New York, etc. Également à son répertoire, Orphée, Iphigénie, Médée, Herodias, Octavian, Margared, Geneviève, la Mère dans Louise, etc. 
Considérée comme l'une des plus grandes mezzo-sopranos de son époque, elle fit ses adieux en juillet 2007 à Gand dans le rôle de la comtesse dans La Dame de pique de Tchaïkovski. Elle avait alors 81 ans.
Elle fut faite commandeur dans l'ordre des Arts et des Lettres par Maurice Fleuret le 7 octobre 1984 dans le foyer de la Comédie des Champs-Élysées à l'issue d'un récital de la série de concerts "Les Musiciens Amoureux", au cours duquel elle était accompagnée par David Abramovitz au piano et Gérard Caussé à l'alto.

## Discographie sélective
- Hector Berlioz : La Damnation de Faust (extraits) avec Rita Gorr, Nicolaï Gedda, Gérard Souzay, chœurs et orchestre du Théâtre National de l'Opéra de Paris, André Cluytens - EMI, 1959
- Gustave Charpentier : Louise avec Felicity Lott, Rita Gorr, Jerome Pruett, Ernest Blanc, orchestre et chœur du théâtre royal de la Monnaie à Bruxelles, Sylvain Cambreling - Erato, 1983
- Luigi Cherubini : Médée (extraits) avec Rita Gorr, Guy Chauvet, Andrée Esposito, René Bianco, chœurs et orchestre du Théâtre National de l'0péra de Paris, Georges Prêtre - EMI, 1962
- Christoph Willibald Gluck : Iphigénie en Tauride (extraits) avec Rita Gorr, Nicolaï Gedda, Ernest Blanc, Louis Qilico, orchestre des Concerts du Conservatoire/chœurs René Duclos, Georges Prêtre - EMI, 1961
- Édouard Lalo : Le roi d'Ys avec Janine Micheau, Rita Gorr, Henri Legay - André Cluytens - EMI
- Jules Massenet : Hérodiade (extraits) avec Régine Crespin, Rita Gorr, Albert Lance, Michel Dens, Jacques Mars, orchestre du Théâtre National de l'Opéra de Paris, Georges Prêtre - EMI, 1963
- Jules Massenet : Werther avec Albert Lance, Rita Gorr, Mady Mesplé, Gabriel Bacquier, chœur et orchestre de l'ORTF, Jésus Etcheverry (dir.) - Accord, 1964
- Francis Poulenc : Dialogues des carmélites avec Denise Duval, Denise Scharley, Régine Crespin, Rita Gorr, Liliane Berton, chœur et orchestre de l'Opéra de Paris, Pierre Dervaux (dir.) –  EMI, 1957 (distribution de la création)
- Albert Roussel : Padmâvatî avec Rita Gorr, Albert Lance, Gérard Souzay, Jane Berbié, Philip Langridge, BBC Chorus, London Symphonie Orchestra, Jean Martinon (dir.) - Gala GL 100.573  (enregistré live le 6 juillet 1969 au London Coliseum)
- Camille Saint-Saëns : Samson et Dalila avec Jon Vickers, Rita Gorr, Ernest Blanc, Anton Diakov, chœur René Duclos, orchestre de l'Opéra de Paris, Georges Prêtre (dir.) - EMI, 1962
- Giuseppe Verdi : Aida avec Leontyne Price, Jon Vickers, Rita Gorr, Robert Merrill, Giorgio Tozzi, chœur et orchestre de l'Opéra de Rome, Georg Solti (dir.) - Decca, 1961
- Richard Wagner : Lohengrin avec Sándor Kónya, Lucine Amara, Rita Gorr, William Doley, Jerome Hines, Boston Chorus Pro Musica, Boston Symphony Orchestra, Erich Leinsdorf (dir.) - RCA, 1965
- Richard Wagner :  Lohengrin avec Sandor Konya, Elisabeth Grümmer, Franz Crass, Ernest Blanc, Rita Gorr, chœur et orchestre du festival de Bayreuth, Lovro Von Matacic - Melodram, 1959